# Rue du Bournard
La rue du Bournard est une voie de communication située à Colombes (Hauts-de-Seine).

## Situation et accès

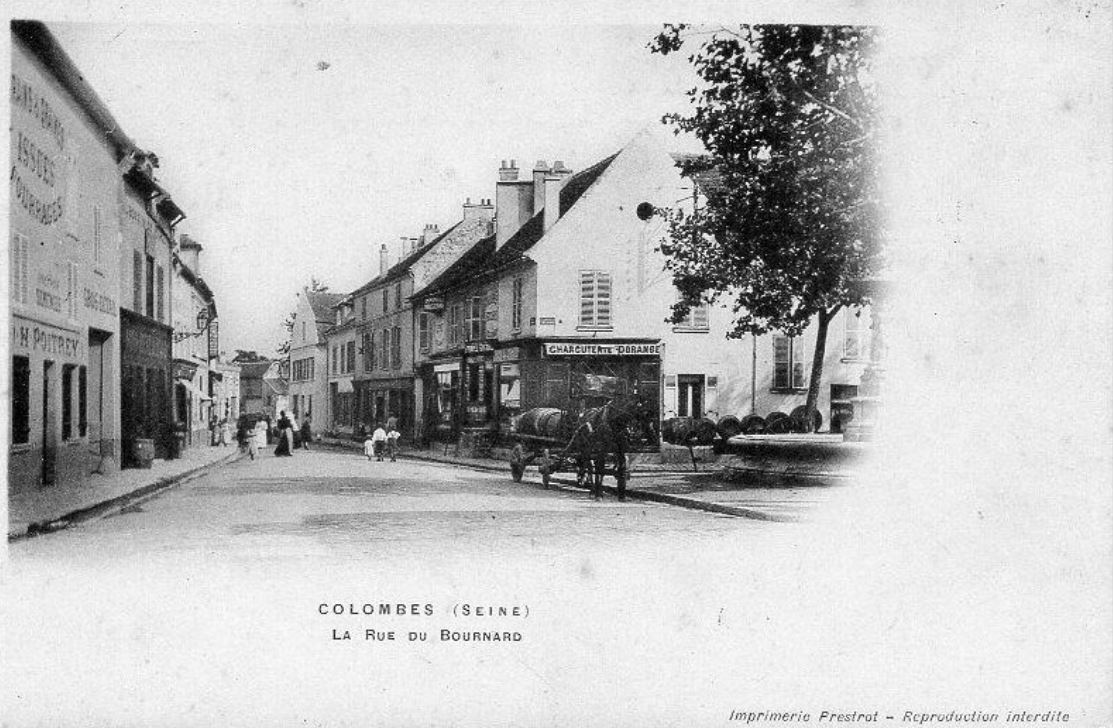
La rue du Bournard.

Cette rue orientée ouest-est suit la route départementale D 986, aussi appelée route nationale 186. Son tracé sinueux sur un terrain en pente, rejoint de nombreuses rues du centre historique de la ville: Rue de l'Orme, allée de l'Ancienne-Grange, etc.
Elle est accessible par la gare de Colombes: De là, elle joint la place de la Gare au boulevard de Valmy.

## Origine du nom

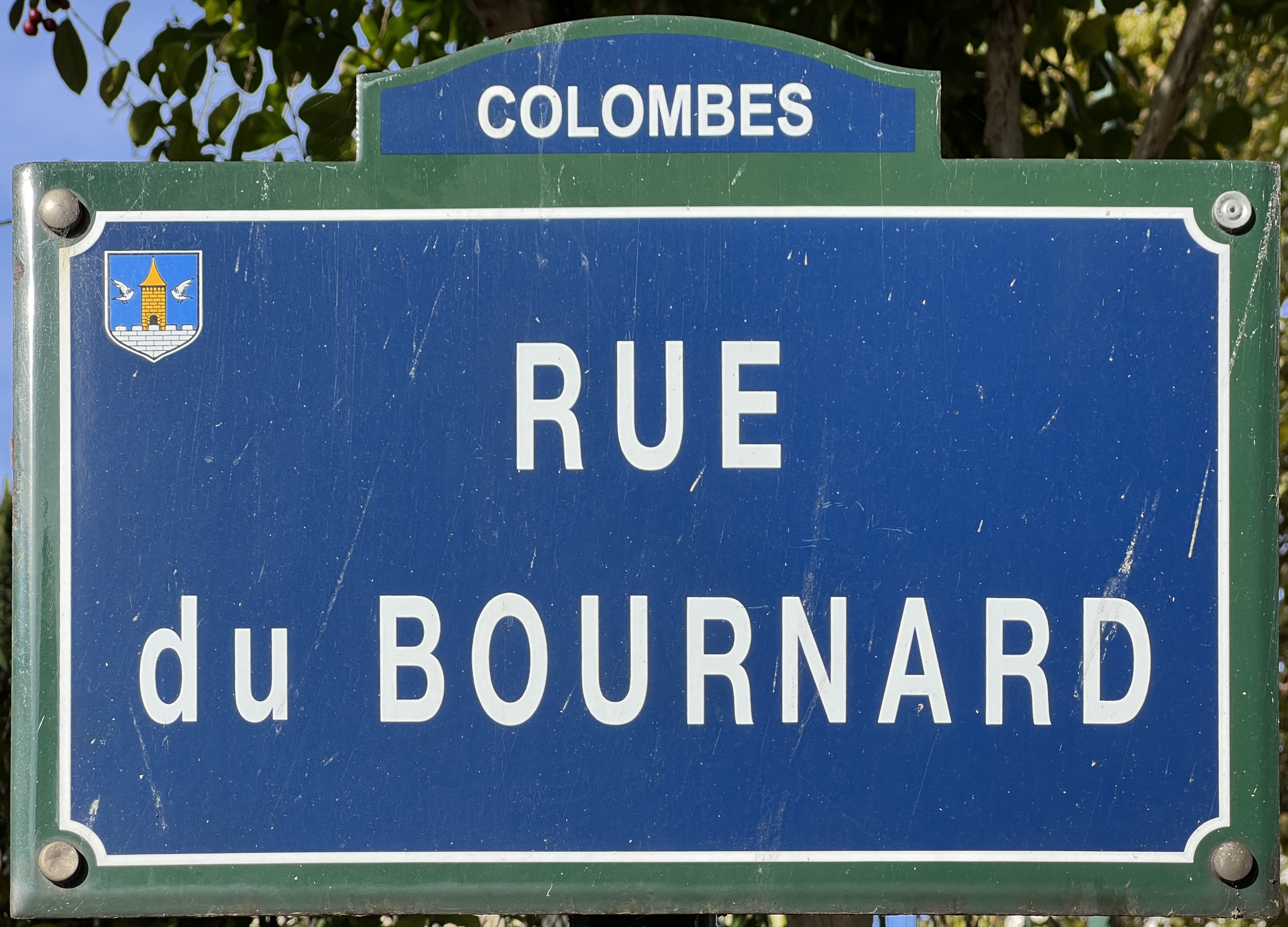
Plaque de la rue du Bournard, 2022.

L'origine du toponyme Bournard, fort ancien, n'est pas connue à cette date. Une rue du Bournard, au village de Colombes, est toutefois attestée en 1750.

## Historique
Cette rue du centre historique de Colombes était déjà urbanisée au XVIIIe siècle. On y trouve alors des maisons d'une certaine taille, entourées de jardins. Au cours du XIXe siècle, les transactions immobilières témoignent d'un bâti de boutiques et de logements, ne dépassant pas deux étages. Elle est ensuite lentement industrialisée à partir du XXe siècle. En 1912 est déclarée d'utilité publique sa mise à l'alignement. De nombreuses bâtisses font alors place à des logements collectifs.
Dans les années 2020, à rebours des décennies précédentes, une nouvelle politique d'urbanisation rénove les habitats des Trente Glorieuses, tout en préservant le patrimoine ancien.

## Bâtiments remarquables et lieux de mémoire
- Ancienne église Saint-Pierre-Saint-Paul de Colombes, qui a échappé à la destruction dans les années 1960[8].
- Hôtel de ville de Colombes.
- Cinéma l'Hélios[9].
- Musée Municipal d'Art et d'Histoire.

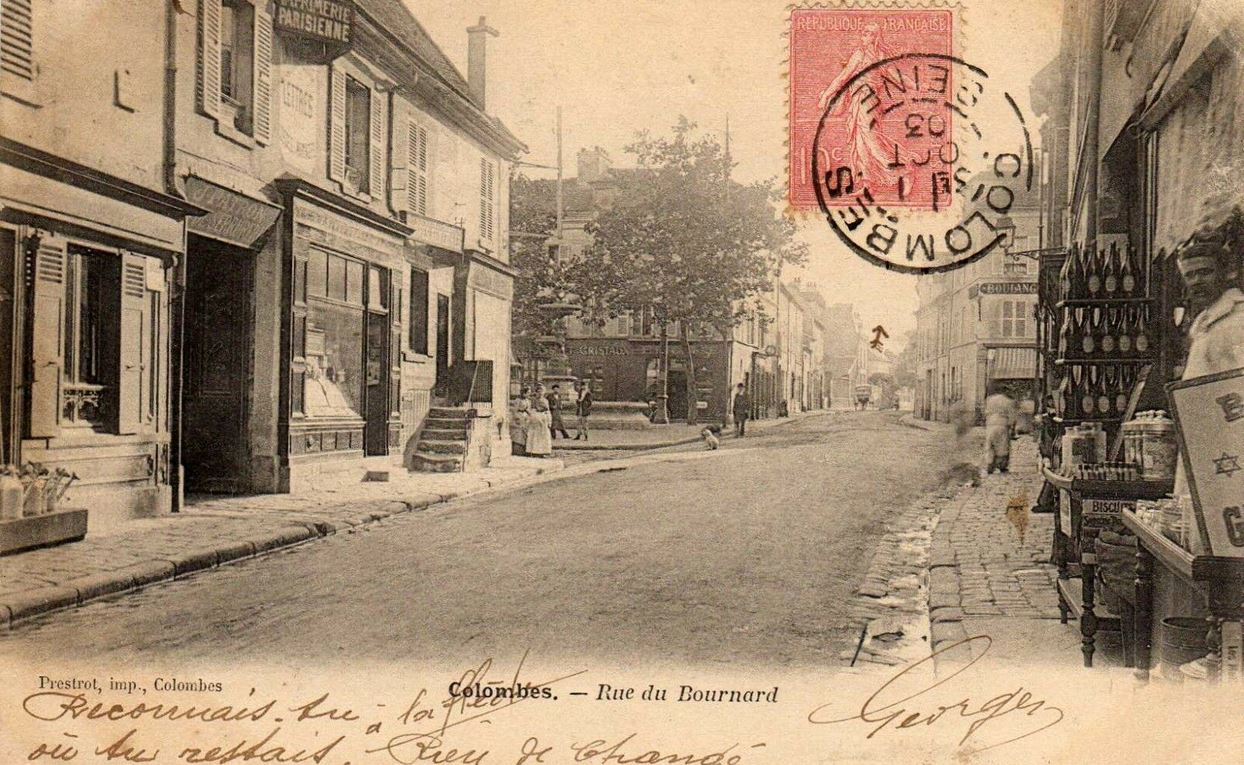
La rue du Bournard vers 1903.
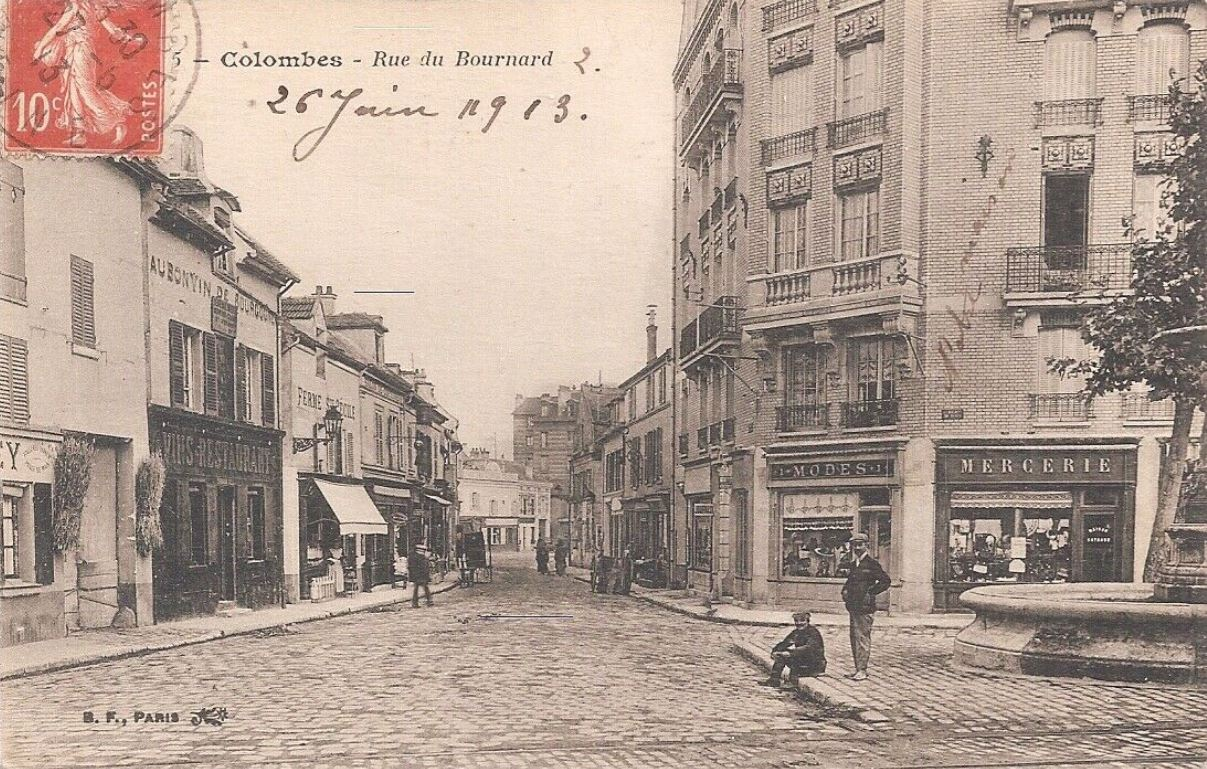
La rue du Bournard en 1913.
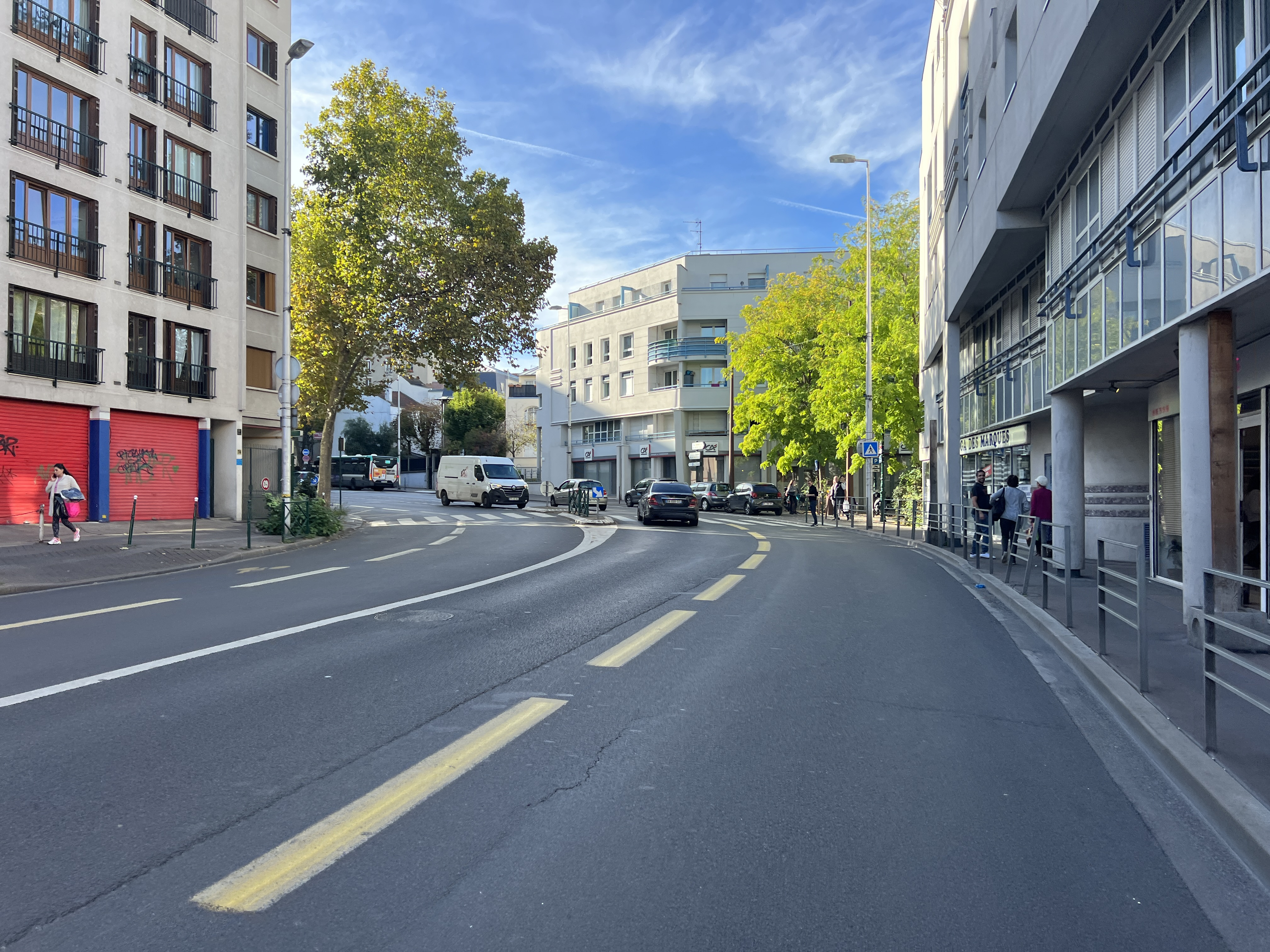
La rue en octobre 2022.
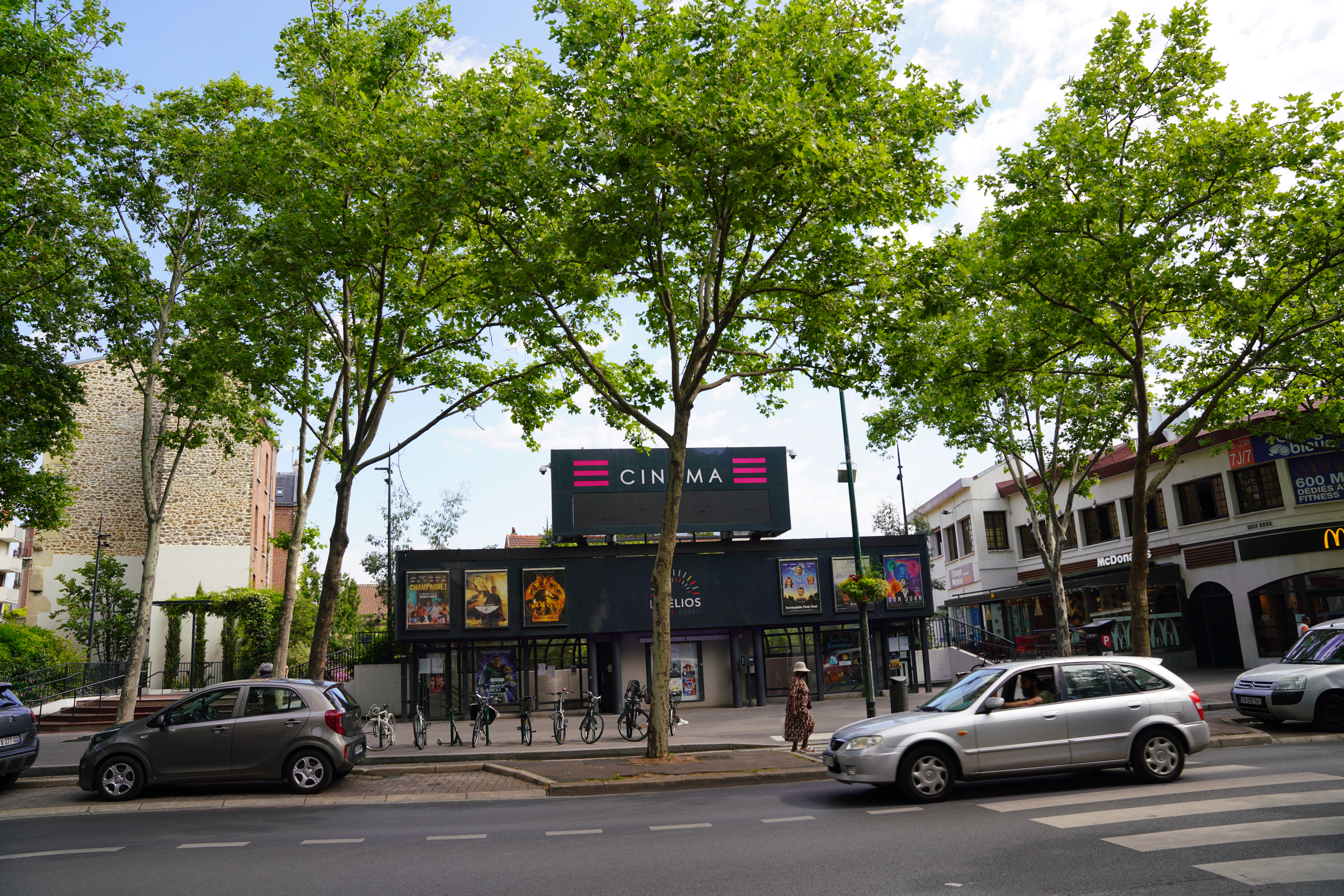
Le cinéma.
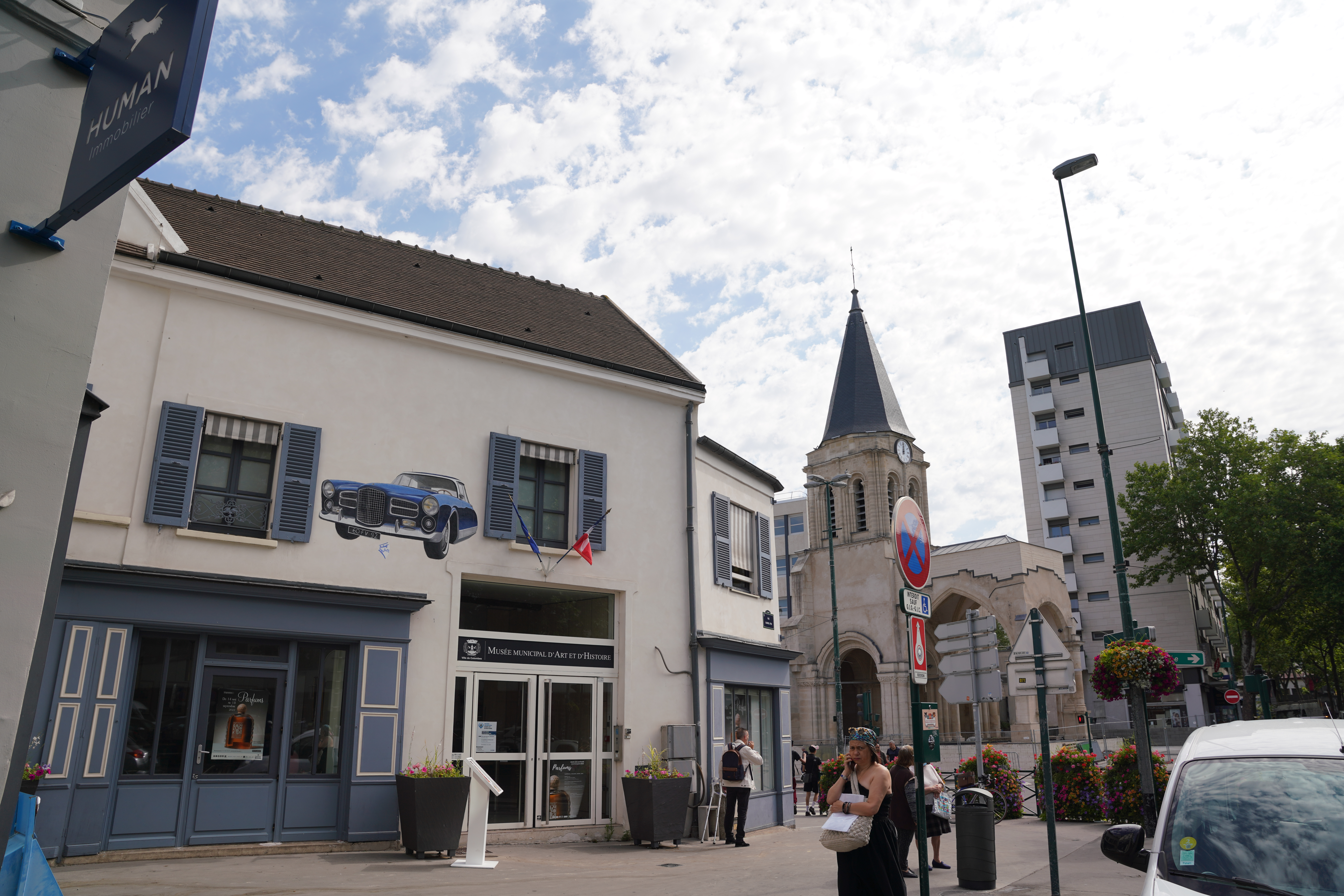
Le musée.